# Apostolisch vicariaat Taytay
Het apostolisch vicariaat Taytay (Latijn: Vicariatus Apostolicus Taytayensis) is een rooms-katholiek apostolisch vicariaat met als zetel Taytay, op de Filipijnen. Het apostolisch vicariaat is vrijgesteld en valt als immediatum direct onder de Heilige Stoel, zonder te behoren tot een kerkprovincie. 

## Geschiedenis
Het apostolisch vicariaat werd opgericht op 13 mei 2002, uit delen van het apostolisch vicariaat Palawan. 

## Parochies
Het apostolisch vicariaat had in 2022 een oppervlakte van 6.413 km2 en telde 694.218 inwoners waarvan 70,0% rooms-katholiek was.

## Apostolisch vicarissen
- Edgardo Sarabia Juanich (13 mei 2002 - 14 november 2018)
- Broderick Soncuaco Pabillo (29 juni 2021 - heden)

## Galerij van afbeeldingen

Wapen van het apostolisch vicariaat
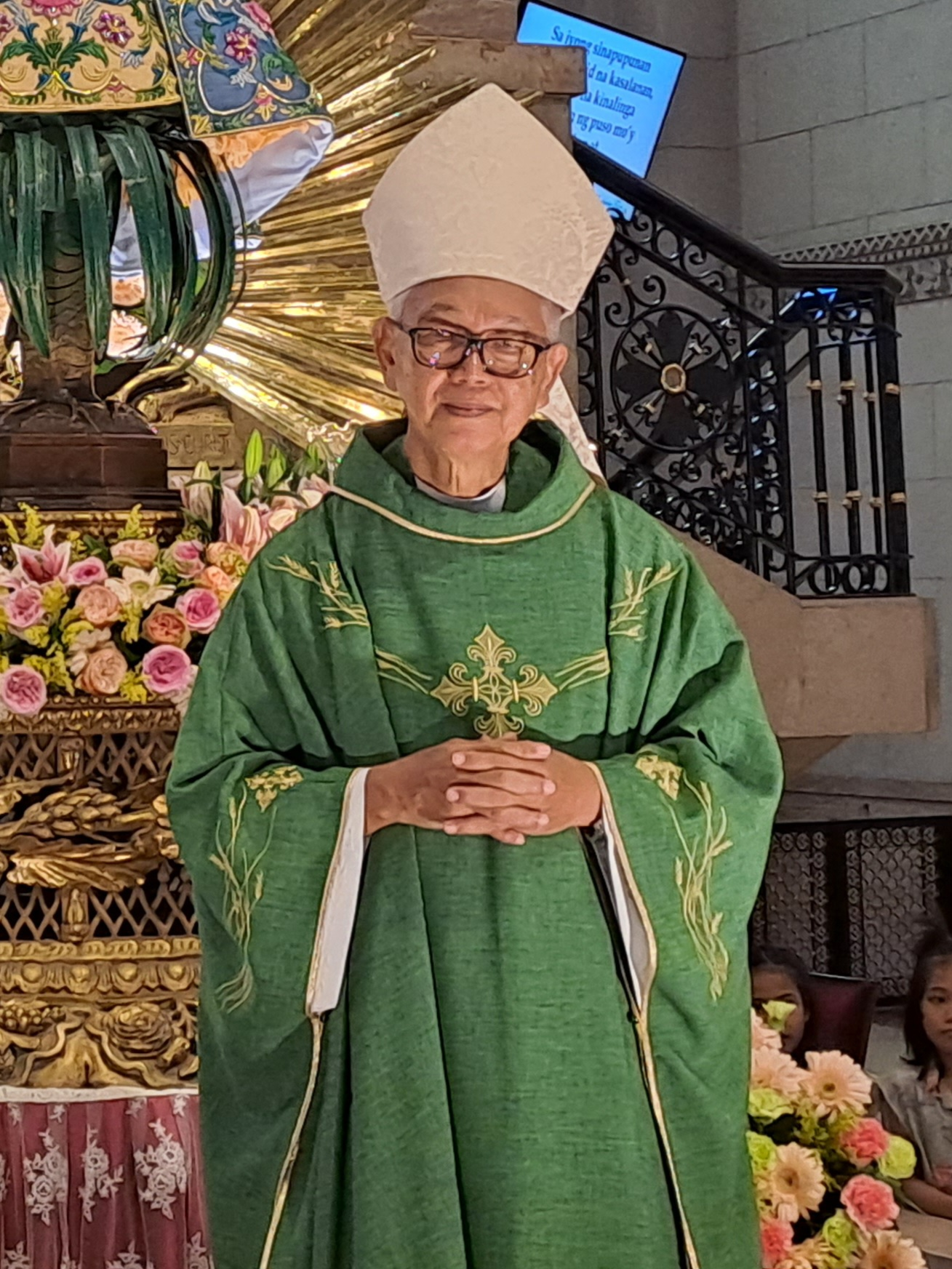
Apostolisch vicaris Broderick Soncuaco Pabillo (2021-heden)